# Макотела, Уго Масиас
Уго Масиас Макотела (исп. Hugo Humberto Macias Macotela) (16 февраля 1934, Агуаскальентес, Мексика) — мексиканский актёр театра и кино, монтажёр, режиссёр и сценарист. Рост — 174 см.

## Биография
Родился 16 февраля 1934 года в Агуаскальентесе. После окончания средней школы решил стать театральным актёром и поступил в мастерскую Хорхе Мартинеса де Ойоса, после её окончания поступил на театральный факультет Национального института изящных искусств, после его окончания переехал в Мехико и посвятил этому городу всю оставшуюся жизнь. В мексиканском кинематографе дебютировал в 1986 году и с тех пор принял участие в 29 работах в кино и телесериалах в качестве актёра, монтажёра, режиссёра и сценариста. Также известен и в театральном направлении, сыграв роли в ряде известных спектаклей. Часто был приглашённым гостем в ряде телепередач. Четыре раза номинирован на премии ACE и Diosa de plata и победил во всех номинациях.

## Личная жизнь
Уго Масиас Макотела женился на мексиканской актрисе Эвите Муньос "Чачита", этот брак просуществовал очень долго и счастливо вплоть до смерти актрисы 23 августа 2016 года. В этом браке у супругов родилось трое детей.

## Фильмография

### В качестве актёра

#### Избранные телесериалы
- 1985—2007 — «Женщина, случаи из реальной жизни»
- 2004 — 
  - «Мой грех — в любви к тебе» — Хуан Сальвадор Родригес.
  - «Руби» — Исидро Суарес.
- 2007 — 
  - «Страсть» — Марселино Теллис (премия ACE в номинации лучший характерный актёр).
  - «Чистая любовь» — Арнульфо.
- 2008—09 — «Во имя любви» — Падре Матео.
- 2008—н. в. — «Роза Гваделупе» — Алдрете.
- 2009 —
  - «Братья-детективы»
  - «Море любви» — судья.
- 2010 — «Когда я влюблён» — Падре Северино (премия ACE в номинации лучший характерный актёр).
- 2011—н. в. — «Как говорится» — Адольфо.
- 2012 — «Настоящая любовь» — Фортуно.
- 2013 — «Я тебя люблю, потому что люблю» — Тибурсио (премия ACE в номинации лучший характерный актёр).
- 2014—15 — «Я не верю в мужчин»

#### Избранные фильмы
- 2011 — «Письма к Елене» — Падре Брамбила (премия Diosa de plata за лучшую мужскую роль).

### В качестве монтажёра, режиссёра и сценариста

#### Избранные телесериалы
- 1986—90 — «Отмеченное время»

## Театральные работы
- «Дон Хуан Тенорио» — Киутти.
- «Мнимый больной» — врач.
- «Педро Парамо» — Педро Парамо (главная роль).
- «Пиноккио» — Хепетто/Стромболи.
- «Скрипач на крыше» — Раввин.